# 2019年歐洲運動會羽毛球比賽
2019年歐洲運動會羽毛球比賽為第2屆歐洲運動會的其中一項競賽項目，共產生五面金牌；賽事於2019年6月24日至6月30日在白俄羅斯明斯克內的Falcon Club舉行。

## 賽事資料

### 比賽安排
賽事包括：男子單打、女子單打、男子雙打、女子雙打及混合雙打五個項目，分為小組循環賽及淘汰賽兩部分。

## 賽程
|          | 日期              | 比賽項目 | 比賽項目 | 比賽項目 | 比賽項目 | 比賽項目 |
| 男子單打 | 日期              | 女子單打 | 男子雙打 | 女子雙打 | 混合雙打 |          |
| -------- | ----------------- | -------- | -------- | -------- | -------- | -------- |
| 1        | 6月24日（星期一） | 小組初賽 | 小組初賽 | 小組初賽 | 小組初賽 | 小組初賽 |
| 2        | 6月25日（星期二） | 小組初賽 | 小組初賽 | 小組初賽 | 小組初賽 | 小組初賽 |
| 3        | 6月26日（星期三） | 小組初賽 | 小組初賽 | 小組初賽 | 小組初賽 |          |
| 4        | 6月27日（星期四） | 16強賽   | 16強賽   | 半準決賽 | 半準決賽 | 小組初賽 |
| 5        | 6月28日（星期五） | 半準決賽 | 半準決賽 | 準決賽   | 準決賽   | 半準決賽 |
| 5        | 6月29日（星期六） | 準決賽   | 準決賽   | 決賽     | 決賽     | 準決賽   |
| 6        | 6月30日（星期日） | 決賽     | 決賽     |          |          | 決賽     |

## 參賽國家和運動員
本屆比賽共有來自38個國家的144名運動員參與：
| - 亚美尼亚（1） - 奥地利（3） - 阿塞拜疆（1） - 白俄罗斯（4） - 比利时（4） - 保加利亚（5） - 克罗地亚（2） - 塞浦路斯（1） - 捷克（7） - 丹麦（8） | - 爱沙尼亚（6） - 芬兰（4） - 法国（7） - 德国（7） - 英国（8） - 匈牙利（4） - 冰岛（1） - 爱尔兰（6） - 以色列（3） - 意大利（5） | - 拉脱维亚（1） - 立陶宛（2） - 卢森堡（1） - 摩尔多瓦（2） - 荷兰（6） - 挪威（3） - 波兰（5） - 葡萄牙（2） - 罗马尼亚（1） - 俄罗斯（8） | - 塞尔维亚（1） - 斯洛伐克（1） - 斯洛文尼亚（2） - 西班牙（4） - 瑞典（3） - 瑞士（4） - 土耳其（4） - 乌克兰（7） |

## 獎牌榜

### 國家獎牌榜
*   主办国家/地区（白俄罗斯）
| 排名                | 代表团              | 金牌 | 銀牌 | 銅牌 | 总计 |
| ------------------- | ------------------- | ---- | ---- | ---- | ---- |
| 1                   | 英国                | 2    | 3    | 0    | 5    |
| 2                   | 丹麦                | 2    | 1    | 1    | 4    |
| 3                   | 荷兰                | 1    | 0    | 1    | 2    |
| 4                   | 法国                | 0    | 1    | 2    | 3    |
| 5                   | 俄罗斯              | 0    | 0    | 3    | 3    |
| 6                   | 爱沙尼亚            | 0    | 0    | 1    | 1    |
| 6                   | 爱尔兰              | 0    | 0    | 1    | 1    |
| 6                   | 以色列              | 0    | 0    | 1    | 1    |
| 总计（共8个代表团） | 总计（共8个代表团） | 5    | 5    | 10   | 20   |

### 項目獎牌榜
| 項目             | 金牌                                            | 银牌                                                     | 铜牌                                                        |
| 男子單打（詳細） | 安德斯·安东森（丹麦）                           | 布里斯·利弗德斯（法国）                                  | 劳尔·穆斯特（爱沙尼亚）                                     |
| 男子單打（詳細） | 安德斯·安东森（丹麦）                           | 布里斯·利弗德斯（法国）                                  | 米沙·西尔伯曼（以色列）                                     |
| 女子單打（詳細） | 米娅·布里西费尔特（丹麦）                       | 克里斯蒂·吉尔莫（英国）                                  | 莱恩·霍尔马克·杰克斯菲德（丹麦）                            |
| 女子單打（詳細） | 米娅·布里西费尔特（丹麦）                       | 克里斯蒂·吉尔莫（英国）                                  | 叶夫根尼娅·科泽茨卡亚（俄罗斯）                             |
| 男子雙打（詳細） | 马库斯·埃利斯（英国） · 克里斯·兰格瑞奇（英国） | 金·阿斯特鲁普（丹麦） · 安德斯·斯考劳普·拉斯姆森（丹麦） | 弗拉基米尔·伊万诺夫（俄罗斯） · 伊万·索松诺夫（俄罗斯）     |
| 男子雙打（詳細） | 马库斯·埃利斯（英国） · 克里斯·兰格瑞奇（英国） | 金·阿斯特鲁普（丹麦） · 安德斯·斯考劳普·拉斯姆森（丹麦） | 耶勒·马斯（荷兰） · 罗宾·塔博林（荷兰）                     |
| 女子雙打（詳細） | 塞莱娜·皮克（荷兰） · 谢丽尔·塞尔宁（荷兰）     | 克洛伊·比尔切（英国） · 劳伦·史密斯（英国）              | 埃米莉·拉菲尔（法国） · 安妮·特兰（法国）                   |
| 女子雙打（詳細） | 塞莱娜·皮克（荷兰） · 谢丽尔·塞尔宁（荷兰）     | 克洛伊·比尔切（英国） · 劳伦·史密斯（英国）              | 叶卡捷琳娜·博洛托娃（俄罗斯） · 艾莉娜·达夫列托娃（俄罗斯） |
| 混合雙打（詳細） | 马库斯·埃利斯（英国） · 劳伦·史密斯（英国）     | 克里斯·爱德考克（英国） · 加布里·爱德考克（英国）        | 山姆·马吉（爱尔兰） · 克洛伊·马吉（爱尔兰）                 |
| 混合雙打（詳細） | 马库斯·埃利斯（英国） · 劳伦·史密斯（英国）     | 克里斯·爱德考克（英国） · 加布里·爱德考克（英国）        | 汤姆·吉凯尔（法国） · 德尔菲娜·德尔吕（法国）               |

## 外部連結
- （英文）官方网站